# Astragalus mozaffarianii
Astragalus mozaffarianii är en ärtväxtart som beskrevs av Maassoumi. Astragalus mozaffarianii ingår i släktet vedlar, och familjen ärtväxter. Inga underarter finns listade i Catalogue of Life.